# Maria Cytowska

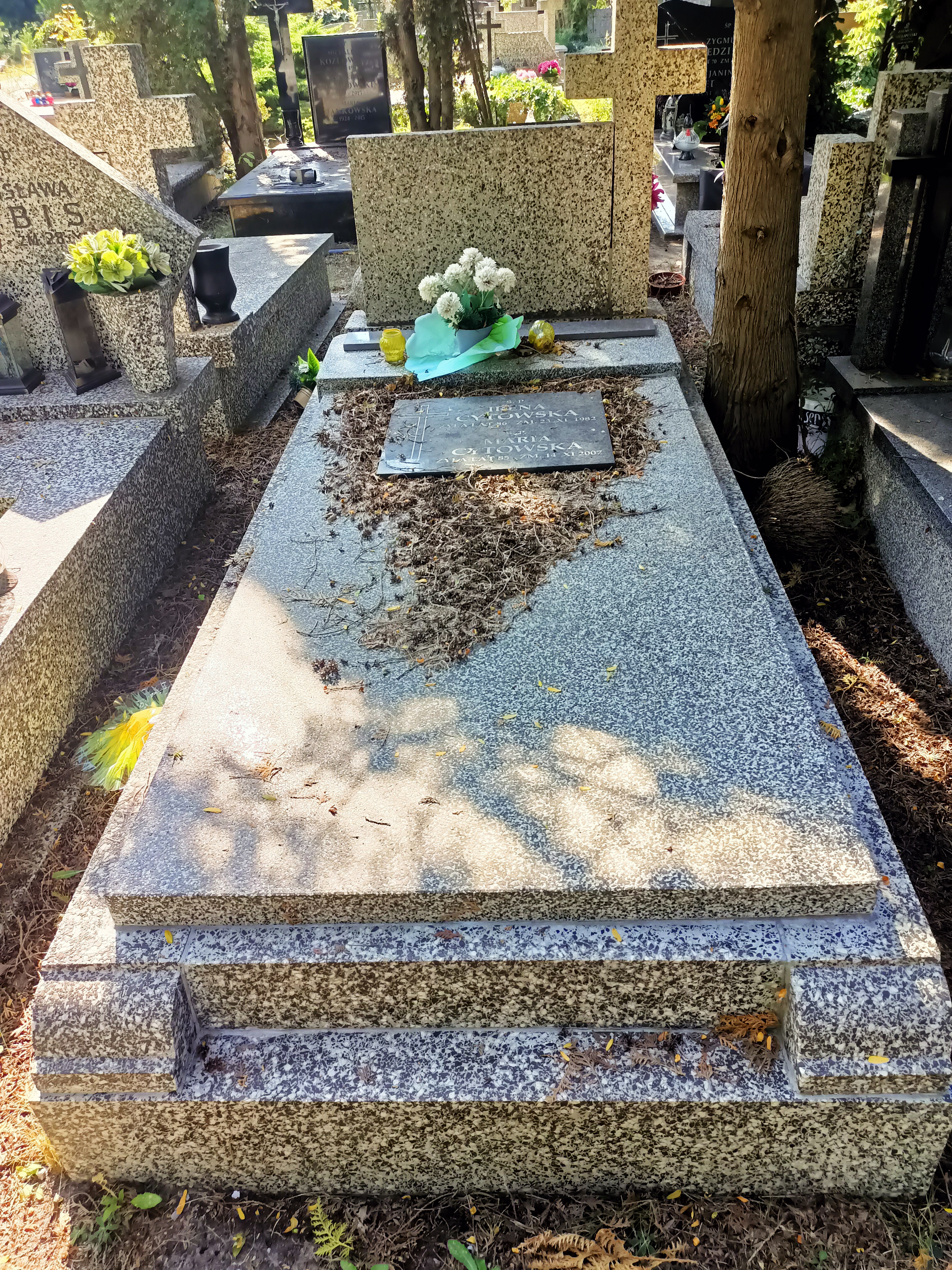
Grób Marii Cytowskiej na Cmentarzu Komunalnym Północnym w Warszawie

Maria Cytowska (ur. 6 marca 1922 w Warszawie, zm. 14 listopada 2007 tamże) – polska filolog klasyczna, badaczka kultury antycznej i jej recepcji w literaturze polskiej oraz europejskiej; zasłużony wykładowca akademicki, tłumaczka i edytor literatury klasycznej oraz renesansowej (w tym pism Erazma z Rotterdamu).

## Życie i działalność
Urodziła się w rodzinie Jana, urzędnika państwowego, i Ireny Michaliny z domu Ogrodowczyk (1896–1982), nauczycielki matematyki. Miała młodszego brata, który zmarł w młodości. Przed wybuchem II wojny światowej uczęszczała do prywatnego Gimnazjum im. Zofii Łabusiewicz w Warszawie. W latach 1941–1942 uczyła się na tajnych kompletach w Liceum im. Klementyny Hoffmanowej, gdzie w 1942 zdała maturę. Należała do drużyny harcerskiej i pełniła funkcję zastępowej i przybocznej. W latach 1942–1944 odbywała studia w zakresie filologii klasycznej na tajnym Uniwersytecie Warszawskim. Słuchała wykładów z filologii klasycznej i archeologii. Po upadku powstania warszawskiego pracowała w Gimnazjum im. Stanisława Wyspiańskiego w Mławie.
Do Warszawy wróciła we wrześniu 1945 i kontynuowała studia, które ukończyła w 1948. Już w roku akademickim 1947/1948 była asystentem wolontariuszem przy Katedrze Filologii Klasycznej. W latach 1948–1950 pracowała na stanowisku referenta w Ministerstwie Oświaty w Naczelnej Dyrekcji Bibliotek, a w latach 1950–1961 (od 1956 na pół etatu) pracowała w Zakładzie Starych Druków Biblioteki Narodowej, kolejno na stanowiskach: asystenta, bibliotekarza, starszego bibliotekarza i kustosza. W 1954 uzyskała stopień doktora na podstawie rozprawy De Dionis Chrysostomi rhythmo oratorio. W latach 1950–1956 prowadziła zajęcia zlecone na Uniwersytecie Warszawskim, od 1956 zatrudniona na stanowisku adiunkta. Podstawą habilitacji (1962) była edycja pism Pawła z Krosna (Pauli Crosnensis Rutheni carmina). W 1962 otrzymała stanowisko docenta w Katedrze Filologii Klasycznej UW. Od 1973 zatrudniona na stanowisku profesora nadzwyczajnego, a następnie (od 1983) jako profesor zwyczajny. Kierowała Zakładem Neolatynistyki w Instytucie Filologii Klasycznej UW. W 1992 przeszła na emeryturę.
Związana z Biblioteką Narodową Ossolineum, była członkiem towarzystw naukowych polskich i zagranicznych (m.in. Towarzystwa Naukowego Warszawskiego) oraz członkiem honorowym i prezesem Zarządu Głównego Polskiego Towarzystwa Filologicznego.
19 stycznia 1955 na wniosek Ministra Kultury i Sztuki została odznaczona Medalem 10-lecia Polski Ludowej.
Zmarła 14 listopada 2007 w Warszawie, spoczęła 23 listopada 2007 w grobie matki na cmentarzu komunalnym Północnym (kwatera W-VII-10-5-17).

## Wybrane publikacje
- De Dionis Chrysostomi rhythmo oratorio, Varsaviae: Editum auxilio Ministerii Scholarum Superiorum 1953.
- Bibliografia druków urzędowych XVI wieku, Wrocław: Zakład Narodowy im. Ossolińskich. Wydawnictwo Polskiej Akademii Nauk 1961.
- Pauli Crosnensis Rutheni Carmina, ed. Maria Cytowska, Varsoviae: Państwowe Wydawnictwo Naukowe 1962.
- Philippi Callimachi De his quae a Venetis tentata sunt Persis ac Tartaris contra Turcos movendis, rec. Andreas Kempfi, comment. Thaddaeus Kowalewski, in linguam Polonam vertit Maria Cytowska, Varsoviae: Państwowe Wydawnictwo Naukowe 1962.
- Erazm z Rotterdamu, Rozmowy potoczne, przeł., przedm. i przypisami opatrzyła Maria Cytowska, Warszawa: „Czytelnik” 1962.
- Korespondencja Erazma z Rotterdamu z Polakami, przeł. i opr. Maria Cytowska, Warszawa: PWN 1965.
- Od Aleksandra do Alwara: gramatyki łacińskie w Polsce w XVI w., Wrocław: Zakład Narodowy im. Ossolińskich. Wydawnictwo PAN 1968.
- Erazm z Rotterdamu, Rozmowy: wybór, przeł. i opr. Maria Cytowska, Warszawa: PWN 1969.
- Erazm z Rotterdamu, Pisma moralne: wybór, przeł. i opr. Maria Cytowska, Warszawa: „PaX” 1970.
- Erazm z Rotterdamu, De recta latini graecique sermonis pronuntiatione, éd. par M. Cytowska, Amsterdam: North-Holland Publishing Company 1973.
- Erazm z Rotterdamu, Adagia, wybór, przeł. i opr. Maria Cytowska, Kraków: Zakład Narodowy im. Ossolińskich 1973.
- Erazm z Rotterdamu, Libellus de constructione octo partium orationis, éd. par M. Cytowska, Amsterdam: North-Holland Publishing Company 1973.
- Erazm z Rotterdamu, List do króla Zygmunta I, przeł. Maria Cytowska, Warszawa: PWN 1976.
- Pietro Pomponazzi, O nieśmiertelności duszy, z oryg. łac. przeł. Maria Cytowska, opr., wstępem poprzedził oraz przypisami opatrzył Lech Szczucki, Warszawa: Państwowe Wydawnictwo Naukowe 1980.
- (współautor: Hanna Szelest), Literatura grecka i rzymska w zarysie, Warszawa: PWN 1981 (wyd. 2 – 1983, wyd. 3 – 1985).
- Studia Neolatina: pięć odczytów, Wrocław: Wyd. Uniwersytetu Wrocławskiego 1983.
- Erazm z Rotterdamu, Vidua christiana, éd. par M. Cytowska, Amsterdam: North-Holland Publishing Company 1983;
- Sebastiani Fabiani sulmircensis Acerni Victoria deorum, ed. Barbara Milewska, [cap. XXVIII ed. Maria Cytowska], Wratislaviae: Zakład Narodowy im. Ossolińskich 1986.
- (współautor: Hanna Szelest), Literatura rzymska: okres augustowski, Warszawa: PWN 1990.
- (współautor: Hanna Szelest), Literatura rzymska: okres cesarstwa, Warszawa: PWN 1992.
- Erazm z Rotterdamu, Wybór pism, przeł. Maria Cytowska, Edwin Jędrkiewicz, Mieczysław Mejor, wybór, wstęp i koment. M. Cytowska, Wrocław – Kraków: Zakład Narodowy im. Ossolińskich 1992.
- (współautor: Hanna Szelest), Literatura rzymska: okres cesarstwa. Autorzy chrześcijańscy, Warszawa: PWN 1994.
- (współautorzy: Hanna Szelest, Ludwika Rychlewska), Literatura rzymska: okres archaiczny, Warszawa: PWN 1996.
- Źródła wiedzy teoretycznoliterackiej w dawnej Polsce: Średniowiecze, Renesans, Barok, wstęp, wybór i opr. Maria Cytowska i Teresa Michałowska, Warszawa: PWN 1999.
- (współautor: Hanna Szelest), Historia literatury starożytnej, wyd. nowe przygot. pod red. nauk. Mieczysława Jacka Mejora, Warszawa: Wydawnictwo Naukowe PWN 2006.